# The Language of Thieves and Vagabonds
The Language of Thieves and Vagabonds è il primo album della Sleaze/Glam metal band, The Throbs, uscito nel 1991 per l'Etichetta discografica Geffen Records.

## Tracce
1. Underground – 5:04
2. Come Down Sister – 4:02
3. It's Not the End of the World – 3:22
4. Dreamin' – 4:53
5. Honeychild – 4:47
6. Rip It Up – 3:12
7. Queen of Love – 5:06
8. Only Way Out – 5:52
9. Sweet Addiction – 4:14
10. Ecstasy – 4:42
11. Strange Behaviour – 5:02

## Formazione
- Ronnie Sweetheart - voce
- Roger Ericson - chitarra
- Danny Nordahl - basso
- Ronnie Magri - batteria